# Wild West: Cowboys of Moo Mesa
Wild West: Cowboys of Moo Mesa (conhecido como Os Valentes Cowboys de Moo Mesa no Brasil) foi uma série animada americana de televisão criada pelo artista de quadrinhos Ryan Brown (que fez os comics das Tartarugas Ninja). O Show foi produzido pela King Wolds em conjunto com a ABC Greengrass Productions e animada pela Guther-Whal Productions em sua primeira temporada e pela Ruby-Spears Productions em sua segunda temporada.

## Sinopse
O desenho se passava no período do faroeste americano. Um meteoro radioativo atingiu as planícies da época, e todos os bois, vacas e bezerros daquele local se tornaram seres antropomórficos bovinos, e esses novos seres passaram a viver como a comunidade vivia na época, incluindo bandidos e xerifes corruptos. O desenho tinha toques de gêneros Steampunk e Weird West (um misto de faroeste e ficção científica). 

## Personagens
Moo Montana: Líder do trio de heróis, vive pelas leis do oeste, corajoso e ágil em suas decisões. 
Dakota Dude: O brutamontes do trio, possui temperamento pacífico e raramente se enfurece. Tem uma paixão por Cowlamit Kate e já pediu ela em casamento em um episódio. 
Cowlorado Kid: O mais jovem do grupo e se considera um excelente cantor. É muito habilidoso de laço e de violão. 
Prefeito Bulloney: O prefeito corrupto de Cowtown, ele vive subindo os impostos para que seu cúmplice, o Touro Maskarado (Xerife Terrorbull), os roube. 
Xerife Terrorbull: Escolhido pelo prefeito para ser cúmplice dos seus atos nefastos. 
Lilly Boviny: Atendente de bar e dançarina do Saloon local. 
Cody: Um bezerro que sonha em ser o prefeito da cidade. É amigo de Montana e se mete em diversas enrascadas. 
Cowlamit Kate: Fazendeira e propetária de uma mina de ouro. 
Há outros personagens, como um escorpião (Saddle Sore) e um abutre (Boot Hill Buzzard) que são ajudantes das ações criminosas do Touro Mascarado.

## Exibição
Nos Estados Unidos, sua primeira exibição se deu em 12 de setembro de 1992. O desenho durou duas temporadas, totalizando 26 episódios. Depois que a ABC foi adquirida pela Disney, o desenho passou a ser exibido no canal Toon Disney, de 1998 a 2002.
No Brasil, o desenho fora originalmente lançado em VHS pela distribuidora Alpha Filmes, com a dublagem realizada no estúdio Megassom. Depois, estreou na televisão em 1995, pelo Bom Dia e Cia (apresentado por Eliana na época) do SBT, sendo realizada uma nova dublagem na Álamo, onde os personagens falavam com sotaque mineiro. Também já foi exibido na emissora, entre 1996 e 2000, nas manhãs de domingo e nos programas Sábado Animado e Sessão Desenho.

## Video game
Em 1992, a Konami lançou o arcade baseado no desenho, a dinâmica era igual a um outro sucesso do arcade dos anos 90: Sunset Riders. O Game tinha o trio do desenho mais um personagem exclusivo: Buffalo Bull, o ferreiro da cidade. O game podia ser jogado por até 4 jogadores simultâneos.